# 2024年曼比季攻勢
2024年曼比季攻勢 是由親土耳其的敘利亞國民軍（英語：Syrian National Army，簡稱SNA）和土耳其空軍對敘利亞東北部敘利亞民主力量（英語：Syrian Democratic Forces，簡稱SDF）據點進行的一場軍事行動，發生於2024年12月6日至9日。此攻勢是自由黎明行動的一部分，同時與2024年代爾祖爾攻勢以及更廣泛的2024年敘利亞反對派攻勢同期進行。

## 背景
在佔領塔尔里法特後，土耳其支持的敘利亞國民軍宣布展開針對曼比季的軍事行動，該城市是阿勒頗東部鄉村的重要戰略據點。此次攻勢具有特殊意義，因為曼比季是敘利亞民主力量在幼發拉底河以西的最後控制區域，而該地一直在美國軍隊的支持下運作。此次反對派的軍事行動是自由黎明行動的一部分，與2024年敘利亞反對派攻勢同步進行，後者從伊德利卜推進至霍姆斯。
SNA的「自由黎明」作戰室表示，儘管他們的主要目標是推翻阿薩德政權，但由於SDF被指控攻擊阿勒頗鄉村的反對派控制村莊，他們被迫與SDF交戰。作戰室還向曼比季居民發出安全建議，要求他們遠離軍事設施。
據報導，土耳其當局拒絕了俄羅斯主導的與SDF的聯繫企圖，堅持認為該組織是庫爾德工人黨（PKK）的敘利亞延伸。在攻勢開始前，土耳其曾向SDF發出軍事最後通牒，要求其撤出幼發拉底河以東，但遭到SDF的拒絕。
2024年12月4日，SDF報告了在代爾哈菲爾和曼比季南部地區的衝突，並確認SNA方面出現傷亡。

## 攻勢
2024年12月6日起，SNA在阿勒頗省東部鄉村展開大規模且逐步升級的軍事行動。這些行動包括密集的無人機偵察及針對受SDF控制的曼比季西北鄉村多個村莊（如Aoun al-Dadat、al-Daraj、Umm Jaloud、Sayada和Umm Adas）的砲擊。隸屬SDF指揮的曼比季軍事委員會（MMC）報告指控屬於土耳其的偵察機多次進行轟炸任務。該委員會還指出，土耳其的無人機行動在土耳其與SDF邊境地區的三個不同戰線上大約發生了二十次，其中包括曼比季及鄰近的阿爾巴布地區。
根據委員會領袖Sherfan Darwish的說法，SDF部隊成功擊退了沿前線的滲透企圖。MMC指出，SDF持續控制曼比季市及其周邊鄉村、位於阿爾巴布附近的Al-Arima鎮，以及拉卡省的塔卜卡地區。儘管有視頻顯示SNA在曼比季附近的軍事集結，MMC聲稱這些軍隊包括土耳其僱傭兵，SDF領導層則將這些畫面斥為過時的素材，並形容為資訊戰的一部分。SDF管理層發布聲明，宣稱他們已準備好抵抗攻勢，並將土耳其支持的行動描述為對區域穩定和社區關係的威脅。
12月6日，一名SDF戰士在土耳其對曼比季的砲擊中喪生，另有數人受傷。
在2024年12月7日，兩名SDF戰士在土耳其自殺式無人機攻擊曼比季市的陣地時喪生，其他人受傷。SNA宣稱已占領Jableh Al-Hamra以及Tal Aswad，但SDF則宣稱已在多個戰線上擊退了SNA的攻擊。
2024年12月8日，土耳其國營阿納多盧通訊社報導，SNA已占領Orayma和Umm Dadat。土耳其開始通過對SDF陣地進行無人機攻擊來支援SNA的攻勢。土耳其報導稱，SNA已占領曼比季80%的區域。MMC否認SNA取得任何進展。敘利亞人權觀察組織（SOHR）報導稱，SNA控制了城市的其他「大型街區」，並且MMC已部分撤退至幼發拉底河以東地區。在土耳其宣稱已占領該區大片領土後，曼比季政府釋出一段視頻，顯示在曼比季市政府大樓外，表示土耳其支持的部隊未能突破市區，並且SDF將堅持保衛曼比季。
2024年12月9日，土耳其國營阿納多盧通訊社宣稱SNA已占領曼比季市。SDF則否認此說法，並將其視為「心理戰」及「宣傳」。SOHR表示，SNA已占領大部分城市，並宣稱MMC已撤退，僅剩曼比季後方的陣地。另外有報導指出，在美國與土耳其進行談判後，雙方達成協議，導致SDF從曼比季撤軍。
2024年12月10日，SOHR報導指出，親土耳其派系開始對居住在阿爾-杰齊拉路及阿爾-阿薩迪亞與納瓦賈赫街區的平民進行「報復行動」。部隊殺害了至少三名庫爾德平民，其中一名為女性，並焚燒和劫掠多棟平民住宅，同時對居民進行「侮辱」。

## 分析
軍事分析人士表示，這次攻勢與土耳其計劃在敘利亞北部邊界建立安全走廊的行動相符。這一戰略計劃旨在創建一個深達30公里的緩衝區，涵蓋由美國支持的敘利亞民主軍（SDF）控制的領土。土耳其總統 雷傑普·塔伊普·埃爾多安強調了此次行動與國家安全問題的關聯，特別是提到敘利亞庫爾德武裝組織的活動。